# Zdedy
Zdedy est un village polonais de la gmina d'Ełk, dans le powiat d'Ełk, voïvodie de Varmie-Mazurie, au nord-est du pays. 
Il est situé à environ 13 km au sud-ouest d'Ełk et à 112 km à l'est de la capitale régionale Olsztyn.